# Quận 19, Paris
Quận 19 nằm ở cực đông bắc của Paris; nó còn có tên là quận Buttes-Chaumont, nhưng tên gọi này ít được dùng trong đời sống thường nhật. Nó được bao bởi các quận 20, 10, 18 và xã Aubervilliers của ngoại ô.
Không phải là một quận lịch sử, Quận 19 không có những công trình quan trọng. Nhưng bù lại, ở đây có hai công viên lớn của thành phố: công viên La Villette và công viên Buttes-Chaumont. Quận 19 là quận nhiều dân nhập cư và có thu thập thấp hơn trung bình của thành phố.
Năm 1999, dân số của quận là 172.730 người, với diện tích 3679 ha, tức 25.439 người/km². Đây là quận có mật độ cao nhất Paris.